# جلین سفلی
روستای باغ گلبن، روستایی است از توابع بخش مرکزی شهرستان گرگان در استان گلستان ایران.

## جمعیت
این روستا در دهستان استرآباد جنوبی قرار داشته و براساس سرشماری سال ۱۳۸۵جمعیت آن ۵۲۶ نفر (۱۲۰ خانوار) بوده‌است.